# 密那·阿爾法薩
密那·阿爾法薩（Mirra Alfassa，1878年2月21日—1973年11月17日），被她的信徒尊稱為「母親」。她是聖奧羅賓多（Sri Aurobindo）的靈性協作者（spiritual collaborator），本名是Blanche Rachel Mirra Alfassa。
她在1914年3月29日來到印度本地治里（Pondicherry）的奧羅賓多僻靜所，後又因第一次世界大戰的波及而離開本地治里，並在日本渡過大半人生，她在日本遇到諾貝爾桂冠詩人泰戈爾。直到1920年，母親終能返回本地治里並定居在此。而奧羅賓多在 1926/11/24 退隱之後，母親便與大師的其他弟子建立了奧羅賓多修道院。母親也成為該社群的靈性導師。
母親末30年的人生經歷都記載在13冊的鉅著《母親的天命議程》中 。在那幾年，她嘗試對一種據稱已被奧羅賓多找到的新精神力量—謂之「超心智真理意識」—敞開，試圖轉換她的肉身為她感受到的「初代新人種」。奧羅賓多認為她是神聖母親的化身並以此稱呼她。當被問及為何她是母親時，奧羅賓多寫了一本深入淺出的書 --《母親》來介紹母親的傑出人格、她的面向及神聖化身，解釋為何她應被稱為母親。

## 早年生活
密那·阿爾法薩（Mirra or Mira Alfassa）1878 年生於巴黎，父親是土耳其裔猶太人 Moïse Maurice Alfassa（1843/07/05-1918/09/13），母親是埃及裔猶太人 Mathilde Ismalun（1857/08/26-1944/12/09）。她有一個哥哥 Mattéo Mathieu Maurice Alfassa（1876/07/13-1942/08/12），曾在非洲擔任數個重要的法國政府職務。密那一家在她出生的前一年移民到法國。密那到 8 歲以前都住在巴黎第 9 區的奥斯曼大道。
阿爾法薩憶起她在巴黎的童年，她說 5 歲時她就領悟到自己不是這個世界的人，而她的實修（sadhana（页面存档备份，存于），一種靈性修持）自此展開。她自稱被放在安樂椅或在用餐時，有時會在恍惚中進入至福狀態，這讓她的媽媽很困擾，認為這行為是社會退縮的反應。母親聲稱她在 11 到 13 歲有一連串的心靈經驗，這些經驗讓她知曉神的存在，而人是有可能與神合一的。12 歲時她開始研習神祕學，並經驗到靈魂出體。
13 歲時，幾乎有一整年的時間，每個晚上她都有出體經驗，她脫離身體往上升到城市上空。
「我常會看到自己身穿華麗金袍…我升得越高，金袍會延展…形成遮蔽城市的某種巨大屋頂。然後我會看到男人、女人、小孩…從四面八方湧出來；他們聚在展開的袍子下、祈求協助、訴說他們的悲慘…而金袍回應他們的方式是延伸向他們每個人，他們一被碰到，便鬆脫下來或受到醫治，更快樂、強壯地回到自己的身體…對我來說沒什麼比這更美好的…白天所有的活動都顯得乏味、黯淡，除了晚上這場活動之外…」
14 歲時，阿爾法薩被送到畫室學習藝術，一年後她寫了一篇名為「之後的路（The Path of Later On）」（阿爾法薩，1893）的神秘學文章當作學校作業。1893 年她和媽媽一起去義大利旅行。行經威尼斯總督府時她想起在此地的前世場景，她被勒死並丟入運河中（母親 – 某日）。（日後在《母親的天命議程》中，她也會提到其它世的地球人身，但只是間或地提起這些化身 [emanation]。）16 歲時，她進入波爾多國立美術學院（Ecole des Beaux Arts）就讀，在這間學校她被稱作「斯芬克斯（Sphinx，有翼的女獅身人面獸）」，日後更以這個綽號進出巴黎沙龍。
1897/10/13，母親嫁給了亨利·莫里塞特（Henri François Morisset，1870/04/06-1956/11-15），他是 Gustave Moreau 的學生。密那和亨利育有一子 André Henri Morisset（1898/08/23-1982/03/29）。Morisset 一家住在巴黎第 15 區 Lemercier 街的 Atelier。而密那也成為巴黎藝術圈的一員，與奧古斯特·羅丹、莫內這類朋友結交。
據阿爾法薩夫人所述，19 到 20 歲時，她已在沒有書籍或導師的協助下，達成有意識地持續和神聖臨在合而為一的成就。不久，她接觸了維韋卡南達（Vivekananda）的珞迦瑜伽（页面存档备份，存于）（Raja Yoga），這讓她進步神速。約一、兩年之後她在巴黎遇見了一個印度人，建議她閱讀《博伽梵歌》，這部經典視克里希納為內在之神的象徵。母親拿到了一本法文版，但她又說這部書不如預期，雖仍領略了它的要旨。阿爾法薩夫人又說，她在冥思中看過幾個靈性形體，當中好幾位都曾經提供她一或多種協助。
1904 年左右，她在夢中遇見一個深色的亞洲人形，她稱之為「克里希納」。她說這個形體成為她內在旅程的嚮導。她對克里希納產生完全的盲從，並暗自希望有一天能在現實生活中遇見他（Karmayogi，日期不明）。1905 年左右，她遇到神祕主義者 Max Théon（页面存档备份，存于），Max 為她闡明這些心靈經驗的意義。她曾兩度到訪 Théon 在阿爾及利亞 Tlemcen 的土地（第二次她隨同丈夫 Morisset 前往，一說是 Morisset 隨後才到），她和 Théon、其妻 Alma Theon（页面存档备份，存于） 住在一起，並向他們學習第一手的神祕學知識。阿爾法薩夫人萬分敬重 Théon 夫婦。
密那和亨利在 1908 年離婚，密那隨後搬回巴黎17 區的 Rue des Lévis 49 號。
約在這個時間點，密那定期會見受到心靈現象或神祕主義吸引的學生和求道者。1906 年密那和她的胞弟 Mattéo 在巴黎找到了一個名為「新想法」（l'Idée Nouvelle）的團體。這個團體周三晚上會在她家聚會，起先是在 Lemercier 街，後來換到 49 區的 Lévis 街，最後又變成 9 區的 Val de Grace 街。她的書《話說很久以前》（Words of Long Ago，選集的第二冊）記述了其中一次例會，也提到她對婦女思想聯盟（L'Union de Pensée Féminine）說的話，該讀書會是她發起的。在和 Prithwindra Mukherjee（页面存档备份，存于） 的一次晤談中，該會一名成員亞歷山大·大衛·尼爾回想起那些例會以及阿爾法薩夫人本人，她說：「我們這些朋友花了很多晚聚會，深信將來會更好。有時我們會去 Bois de Boulogne 花園觀賞蚱蜢跳起，那個樣子有如早期的飛機起飛一般。我記得她的優雅、修養，帶有神秘傾向的聰穎。儘管她甜美、胸懷大愛，做了某些高尚行為之後，固有的天性又讓她輕易忘掉自己做過什麼，她身上顯露的巨大力量還是無法被隱藏起來。」
1912 年阿爾法薩夫人成立了一個 20 人上下的社團，謂之 Cosmique（法文，宇宙的），旨在促進成員認識自己、淬煉自我。雖然當時她還沒遇見奧羅賓多，她的某些想法卻堪與奧羅賓多相比。這些東西日後被收錄到她的一本小書《對話錄》的開頭。
1910 年，她經驗到了她所謂的意識反轉，這個經驗讓她了悟神聖意志乃居於她存在最中心處，自此，她不再有任何個人欲望產生，一切都是神聖意志所想、所促動 。
1911/05/05 密那再婚，嫁給 Paul Antoine Richard（1874/06/17-1967/06）。Richard 曾去到印度，欲代表本地治理（Pondicherry）角逐法國參議院席次，就在那裡，他遇見了奧羅賓多（1910 年四月中）。Richard 告訴阿爾法薩夫人關於奧羅賓多的事，且奧羅賓多在接下來的四年持續在「物質和精神層面與 Richard 互通有無」。
1912 年，她寫了第一本書《祈禱和冥想》（手稿或可追溯至前一年）。這些日後又被收錄在選集－《母親的百年誕辰版，第一冊》－中。

## 遇見奧羅賓多
1914/03/07， 阿爾法薩夫人和 Richard 搭上前往印度的輪船加賀丸號，並在 29 號抵達本地治理。她日後說道，第一次看見奧羅賓多時，她就認出了他就是夢中那個深色亞洲人形「克里希納」。次日，她在日記寫道：「不管有多少個靈性存有湧入最稠密的無明，縱使上百個也好，都無關緊要了。我們昨天見到的祂已經下凡了；祂的臨在就足以證明黑暗被轉化為光明的一天將會到來，祂終將在地球上掌權。」
早在奧羅賓多遇見阿爾法薩夫人和 Richard 的數年前，他就已經放棄讓印度脫離英國統治的革命活動，並退居法屬殖民地本地治理（在此他可不被英殖民政府逮捕）投入人性和地球生命的靈性轉化工作。
在一段短期而密集的實修後，奧羅賓多有時候會在晚上講道。1913 年，他移居到 41 區 François Martin 街的招待所，早上（阿爾法薩夫人和 Paul Richard 遇見他的那個時候），他在那裡接見訪客，團體冥想之後（通常是下午四點左右），他會和他早期的門徒進行非正式的晚間聚會。
阿爾法薩夫人說，第一次見到奧羅賓多時，她發現她的念頭止息了，她的心變得安靜，而沉默開始一點一滴地蓄積，兩三日之後只剩下沉默和瑜伽意識。在 1958 年的《母親的天命議程》中（卷 I 第 163-164 頁），她提到了兩個經驗，一是她存有的靈魂深處意識在 1910 年徹悟，二是她與神聖源頭間形成寂靜穩固的連結，這兩個經驗伴隨她一生。
三月 29 日，Richard 建議奧羅賓多為日後出版一本綜整其哲學思想的月刊，題名為《雅利安（页面存档备份，存于）》，它收錄了奧羅賓多大部分的著作，之後又集結成冊（母親 – 某日）。月刊第一期發行於 1914/08/15，也是奧羅賓多的生日。
阿爾法薩夫人和 Richard 在本地治理待到 1915 年 2 月，然後因為一次世界大戰的關係必須回到巴黎。他們在法國待了一年，再到日本，共住了四年，先在東京（1916 - 1917），再到京都（1917 - 1920）。他們也有另一個旅伴  Dorothy Mary Hodgson ，她是阿爾法薩夫人早先在法國認識的英國女人 (Das p. 209)，視阿爾法薩夫人為她的導師。
待在日本的那段時間，阿爾法薩夫人入境隨俗，學習日本人的生活方式、言行舉止及穿著，並參訪了許多的佛教聖地（Das 1978 p. 173）。一名日本友人日後回憶道：「她來到這裡學習當個日本人，試圖融入我們。但我們從她身上學到的才多，像是她迷人的風采、難以預期的行事。」(Madame Kobayashi, in Das 1978 p. 193)。1919 年，她遇見了泰戈爾，當時他也下塌在同一間旅館。Santiniketan 的 Rabindra 博物館典藏了兩人的合照。泰戈爾當時送給阿爾法薩夫人一台他使用的打字機；夫人在 50 年代中將其轉贈給 Prithwindra Mukherjee，望他能「多寫些好詩」；這台打字機還留存在奧羅賓多修道院 (出處同上，p. 206)。多年之後（1956），她還提到在日本也遇見托爾斯泰（Tolstoy）的兒子。
1920/04/24，母親隨 Richard 和 Dorothy Hodgson 回到本地治理，同年的 11/24 搬到奧羅賓多在 François Martin 街的招待所附近。Richard 沒有待很久；隨後，他花了一年像桑雅士（sanyasi）在北印度行腳（Das 1978 p. 209; 母親 – 某日）。（那之後 Richard 提出了離婚協定，同時間又再娶）。與此同時，Dorothy Hodgso 也收到了法名 Vasavadatta ，（簡稱 Datta，意指奉獻的），並成為奧羅賓多和母親最早的西方信眾之一，甚至早於修道院起建的 1926 年。
1921 年，當奧羅賓多宣稱他們已將「超心智」（Supermind）往下帶入「精力層界」（Vital Plane），當時，阿爾法薩夫人的肉體看起來只有 18~20 歲而已（根據目擊者和她自己的說法），而奧羅賓多也洋溢著健康氣息。但這些改變隨著他們將超心智帶入「潛意識」的轉換工作而消退。
1922 年一月，已被喚作「母親」的阿爾法薩夫人與其他信眾也開始了定期的晚間對話和集體冥想。同年的九或十月，奧羅賓多及母親搬到第 9 區 的 Marine 街，奧羅賓多與早期弟子之間（以及母親的談話和冥想）相同的非正式晚間例會持續進行著。隨著求訪的弟子數增多，母親組成了修道院的前身，這多是出於研修士（sadhak（页面存档备份，存于））的請求而設，而非母親和奧羅賓多的本意。

## 奧羅賓多修道院的「母親」
1926/11/24，奧羅賓多修道院正式建立。最初修道院的門徒不超過 24 人 (ibid pp. 233–4)。
同年 12 月，奧羅賓多決定撤出公眾目光。在那個時間點，他認定密那就是神聖母親的化身，遂指示他的追隨者奉阿爾法薩夫人為神聖母親。他告訴他的門徒自此之後母親將全權掌理修道院，他本人則要安度退休生活。母親日後憶道，奧羅賓多並未事先諮詢她的意見或告知她就作出宣布了，她和其他信徒是同時獲知的 (Karmayogi，無日期)。
奧羅賓多認為母親是無上沙克蒂的阿梵達（神能化身）。1927 年他寫道：「我們所鍾愛的那個母親實為神聖意識大能。」
1927 年，奧羅賓多及母親搬到 François Martin 街，他們在那裡度過餘生（母親–某日）。
頭幾年，母親會站在修道院的陽台以她的祝福開始新的一天。她每天早上也會和修道院各部門領袖會面，修道院也日益擴增；然後再單獨會見研修士（页面存档备份，存于）。晚上 5:30，母親會主持冥想並再度會見研修士。
1938 年，美國總統 Woodrow Wilson 的女兒 Margaret Woodrow Wilson（页面存档备份，存于） 來到修道院，並選擇在那裡度過餘生。
大戰期間，奧羅賓多及母親表明他們支持同盟國的立場。他們表示，納粹的勝利對靈性工作會是一場災難，並聲稱兩人已介入世界歷史，藉由在精微層面工作來改變二次世界大戰的進程 (如 Purani 1982 p. 746, Reddy 2000, Van Vrekhem 2001)。
母親自前往日本開始，一直持續和他兒子 Andre Morisset 通信。在信中，她讓他知曉修道院的發展、她和奧羅賓多的實修狀況。Andre 聽得津津有味，但因二次世界大戰的爆發而無法動身，直到 1949 年他才抵達本地治理。
1951 年母親成立了奧羅賓多國際教育中心，以此落實奧羅賓多構想出來的教學法，教育中心主要是針對二次世界大戰期間伴隨父母親來到修道院尋求庇護的孩子們而設。而後，印度首相 Jawaharlal Nehru 盡其所能以具體方式感激母親在這個領域所做的努力。
母親受到奧羅賓多的鼓勵穿上莎麗，她收藏了 500 件左右的莎麗，都是信徒奉獻的。當她收到價值超過十萬盧比的莎麗，在大師辭世、財政困窘的那幾年，她會知會奉獻者再轉賣掉（連同飾品）好募集修道院所需的資金。
她認為花卉帶有靈性上的意義，因此她根據每朵花所傳達的靈性品質為 800 多個不同品種的花卉命名（《花與花語、花卉的靈性意義》[Flowers and Their Messages, Flowers and their Spiritual Significance]）。這些訊息會呈給信徒閱讀，以傳達母親的祝福和恩典。

## 物質轉換的成就
奧羅賓多說過她在母親的肉身細胞（不只是心智和情緒體）看到「臣服於神」，這在任何一個人類身上是看不到的。
奧羅賓多在 1950 年入涅槃。母親憶道，奧羅賓多臨終時我站在他躺臥的床鋪邊，「然後—全然具體地—具體到幾乎能被肉眼看見了—他身上那股超心理力量全然流入我裡面。」
奧羅賓多涅槃後，母親完全承擔起他對奧羅賓多的允諾，繼續物質轉換的工作。而在 1956/02/21（「黃金日」），母親宣布她經驗到自身巨大的宇宙黃金形體，並以此形體打開隔絕宇宙與神聖臨在的黃金門，好讓超心理力量源源不絕地向下流入地球。隨後（四月24日），她又宣布「超心理力量已在地球上顯化，這不再是承諾，而是活生生的事實。」
從 1960 年到她辭世的 1973 年，母親與她的門徒之一 Satprem（页面存档备份，存于） 進行了幾乎是每週一次的會面，他們都在討論她的物質轉換進度、世界大事以及她對世界事件的影響、超心理意識在世界的新作用、她早期生活的經驗，包括她的靈性經驗、她肉身運作帶來的改變及靈性化、她的新族類願景，以及其他諸多主題。這些對話都被記錄並出版為 13 冊的英法語版本鉅著，即《母親的天命議程》。
1961 年，約翰·甘迺迪有一位友人對母親頗感興趣，他深入檢視了奧羅賓多的哲學和瑜珈，她與母親會面時問到：「如何能親自分辨超心理意識的到來，它的外在徵兆是什麼？」母親向他解釋超心理意識來臨的條件，並告訴他三者之中「平等」是最重要的。這名訪客又代甘迺迪安排與母親的會面，但未果。
1962 年，母親 84 歲時迫於疾病，不得與眾弟子做近距離的接觸。儘管如此，她仍舊一年公開四次達顯（页面存档备份，存于）（Darshan，瞻仰尊者以目光加持的聖容），上千名信徒聚在一起接受她的祝福。母親繼續她物質及細胞意識轉換的內在工作。對於母親的討論中，據說，她從 50 到 70 年代遭逢無以計數的可怖靈性攻擊事件。60 年代晚期到 70 年代，這些經驗更變本加厲。
在那之後幾年，她會晤了其它知名人士，包括尼泊爾國王。她也曾與近來出走中國的西藏精神領袖達賴喇嘛、Pandit Jawahar Lal Nehru（印度獨立後第一任總理）、VV Giri（第四任印度總統）、Shyama Prasad Mukherjee（印度政客）、Indira Gandhi（曾任兩屆的印度總理）等人會面。
就在母親進行內在轉換工作的同時，她也繼續進行外在工作。她在 1956 年和 Surendranath Jauhar 合建奧羅賓多修道院的新德里分院，以及母親的國際學校。1967 年，她計劃在古吉拉特邦為靈修者建立寰宇城鎮，也取得了部分土地。但在 1968 年，母親卻又開始了曙光村的建立，因為這是修道院的外延（Mirapuri –傳記）。
阿爾法薩卒於 1973/11/17；三日後她的遺體被安放在三摩地聖所，就在 1950 年置放奧羅賓多遺體的修道院中院。

## 曙光村

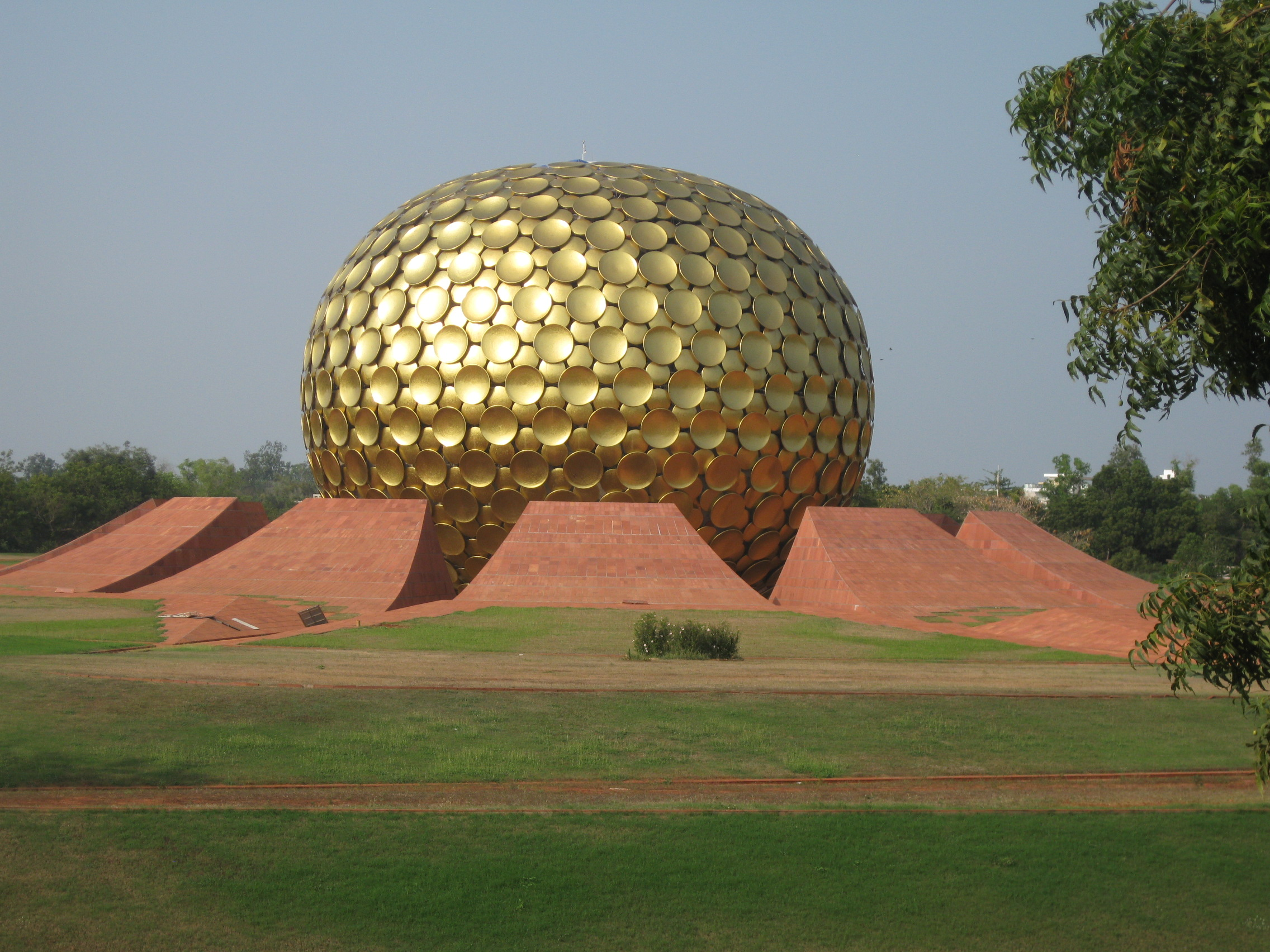
本地治理市附近的曙光村心臟黃金球

60 年代期間，母親夢想著建造一個能讓人性尋求神、而無須疲於追求溫飽和庇護的地方。母親想找到一個地方，在那裡，來自世界各地的普通人都能夠和諧地住在一起，在那裡，人們可以尋求靈性，並將之帶入世界。她稱這個地方為曙光村（又稱「黎明之村」）。目前，曙光村的人口有 2300 多人。
村內涵蓋多個區域。曙光村的心臟是黃金球。是一座充滿未來感的球型建築，正上方有一間純白靜心堂，靜心堂中央放置了一顆全世界最大的全美玻璃球，一束日光自上穿透球心，向下射入球型建築正下方一座千瓣蓮花池中央一顆較小的水晶球，象徵著「未來（人類集體）的開悟」。1968 年，母親主持了這座新城鎮的破土儀式，來自 124 個國家（都是當時的獨立國家）的泥土被放入這座未來城市中央一個花苞型的甕裡。

## 註記
1. ↑  Archives Départementales de Paris en ligne （页面存档备份，存于） , acte de naissance , 1878/390/9e du 21/02/1878, 頁 6
2. ↑  母親的編年史 Bk I; 母親自己（Mother on Herself）– 年表 p.83.
3. ↑  母親印度 1975 年二月, p.95, in Das 1978 p.14 及母親自己 pp.1, 3–4.
4. ↑  奧羅賓多教育中心快報, 1976 p.14, 母親自己 pp.17–18.
5. ↑  快報 1974 p.63.
6. ↑  母親自己 pp.18–19; Das 1978 pp.24–5.
7. ↑  Das 1978 pp.27, 30, 253.
8. ↑  Nahar 1986.
9. ↑  選集 – 問與答 1954.
10. ↑  Das 1978 ch.5; Nahar 1989.
11. ↑  Prithw indra Mukherjee 訪談, 週日標準（The Sunday Standard）, 1969/06/15;《母親》Prema Nandakumar 著, 全國圖書信託, 1977, p9.
12. ↑  Das, 1978, pp.82, 110–112.
13. ↑  Agenda vol I pp.163–4.
14. ↑  Karmayogi no date, Van Vrekhem 2001.
15. ↑  Das 1978, p.121.
16. ↑  Purani 1982 pp.9–12
17. ↑  Das 1978 p.254
18. ↑  Iyengar 1978 p.182
19. ↑  選集第 8 冊, pp.106–7
20. ↑  《母親的天命議程（英语：Mother's Agenda）》，第 2 冊 pp.371–372
21. ↑  《母親的天命議程（英语：Mother's Agenda）》，vol.xx, p.xxx; Purani, 晚間談話 p.21, Das 1978, pp.211–212
22. ↑  Purani, 1982 pp.9–12
23. ↑  奧羅賓多選集 26 卷 p.429
24. ↑  《母親》p.19.
25. ↑  Nirodbaran 1972, Karmayogi no date
26. ↑  「André Morisset 回憶錄」, in Das 1978 pp.250–1
27. ↑  Prithw indra Mukherjee 個人所知
28. ↑  Notes on the Way 第 11 集, p. 328 1972/12/20
29. ↑  母親的天命議程 l.1 卷 p.69
30. ↑  母親的天命議程 l.1 卷 p.75
31. ↑  母親的天命議程 2 卷 pp.96–98
32. ↑  《母親的天命議程（英语：Mother's Agenda）》，第 3 集
33. ↑  選集, 11 卷; Satprem 1982

## 外部連結
- 母親與奧羅賓多珍貴影像資料（页面存档备份，存于）
- 母親臉書
- 密那·阿爾法薩的線上 PDF 作品
- 奧羅賓多及母親的整全瑜珈（页面存档备份，存于）